# Armand Borel
Armand Borel (21. května 1923 La Chaux-de-Fonds, Švýcarsko – 11. srpna 2003 Princeton, New Jersey, USA) byl švýcarský matematik. Zabýval se především algebraickou geometrií, Lieovými grupami a byl jedním ze zakladatelů teorie lineárních algebraických grup. Byl členem skupiny Nicolas Bourbaki.